# Kardoen
Kardoen (Cynara cardunculus) is een plant die verwant is aan de artisjok (Cynara scolymus). 
Kardoen is afkomstig uit het Middellandse Zeegebied. De plant werd al vanaf de vierde eeuw v.Chr. door de Romeinen en de oude Grieken gegeten. In Zuid-Europa wordt de plant vandaag de dag nog steeds veel gegeten. De kardoen is in veel landen verwilderd en vormt dan een lastig onkruid. Het is een nationaal gerecht in Marokko en wordt veel gegeten. Hij komt verwilderd voor op de Argentijnse pampa's, in Californië en Australië, waar hij door zijn aanpassing aan het droge klimaat goed gedijt.

## Uiterlijk
Het is een overblijvende, tot twee meter hoge, wollig behaarde distelachtige plant met dikvlezige, gegroefde stengels. De bladeren zijn tot 50 cm lang en 35 cm breed, stevig, geveerd gelobd en in omtrek eirond tot lijn-lancetvormig. De toppen van de bladeren zijn bezet met 1,5-3 cm lange starre gelige doorns. De onderste bladeren zijn gesteeld en de bovenste bladeren zijn zittend, donkergroen, aan de bovenkant met een kort vilt bedekt en aan de onderkant witviltig behaard. De wilde soort heeft stengels die bezet zijn met veel stekels. Er zijn cultivars ontwikkeld die minder stekels hebben.

## Bloei
De kardoen bloeit van augustus tot september. De bloemen zijn verzameld in bloemhoofdjes die met meerdere eindstandig op de stengels te vinden zijn. Ze zijn 4,5-6 cm lang en 4-5,5 cm breed en eirond. De bloemkleur is blauw, lila of wittig. De schutbladeren zijn eirond-lancetvormig en aan de punten gedoornd. De vruchten zijn 6-8 mm lange dopvruchten met 2,5-4 mm lange, veerachtige pluimen. 
De kardoen heeft een lang, koel groeiseizoen (circa zes maanden) nodig, maar de plant is wel vorstgevoelig. De individuele planten moeten ver uit elkaar worden geplant, omdat ze veel ruimte nodig hebben om te groeien. Hierdoor is de plant economisch niet zo rendabel, waardoor hij vaak alleen wordt geteeld in gebieden waar hij ook veel wordt gegeten.

## Gebruik
Van de kardoen worden de bloemhoofdjes en vooral de vezelige bladstelen en middennerf gegeten. De beste bereidingswijze is blancheren, omdat dan veel van de smaak behouden blijft. Hij smaakt bitter en ook een beetje zoet; de smaak doet denken aan die van de artisjok. Vroeg geoogste planten zijn zoeter dan later geoogste planten, die bitterder smaken. Een deel van de plant kan ook gebruikt worden als stremsel voor vegetarische kazen.
De kardoen kan in België en Nederland vanaf april onder glas worden gezaaid en vanaf mei in de volle grond. De bladsteel wordt een paar weken voor de oogst omwikkeld met zwarte folie om hem te bleken. De bloemhoofdjes kunnen als snijbloem in een vaas worden gezet. 

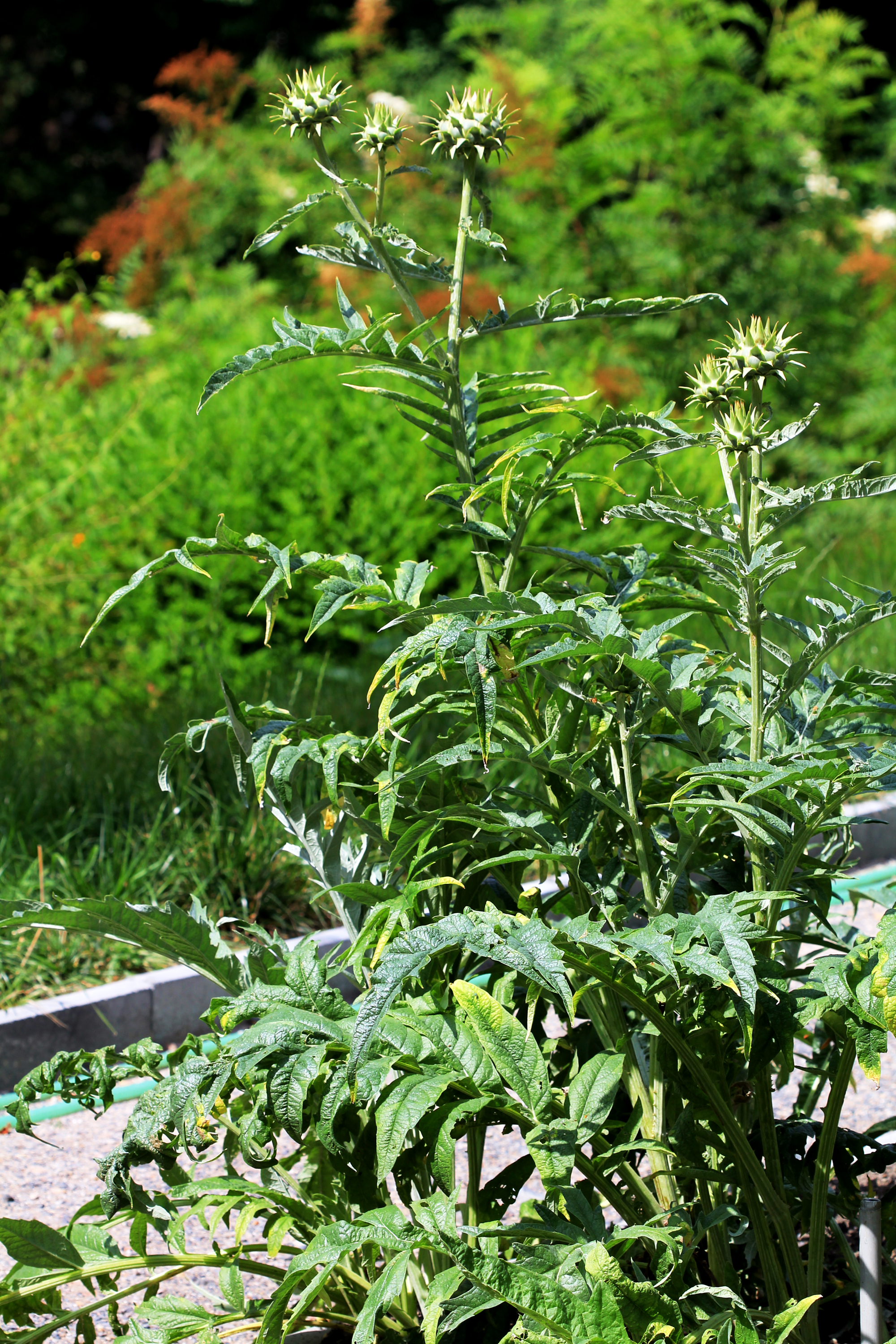
Kardoen
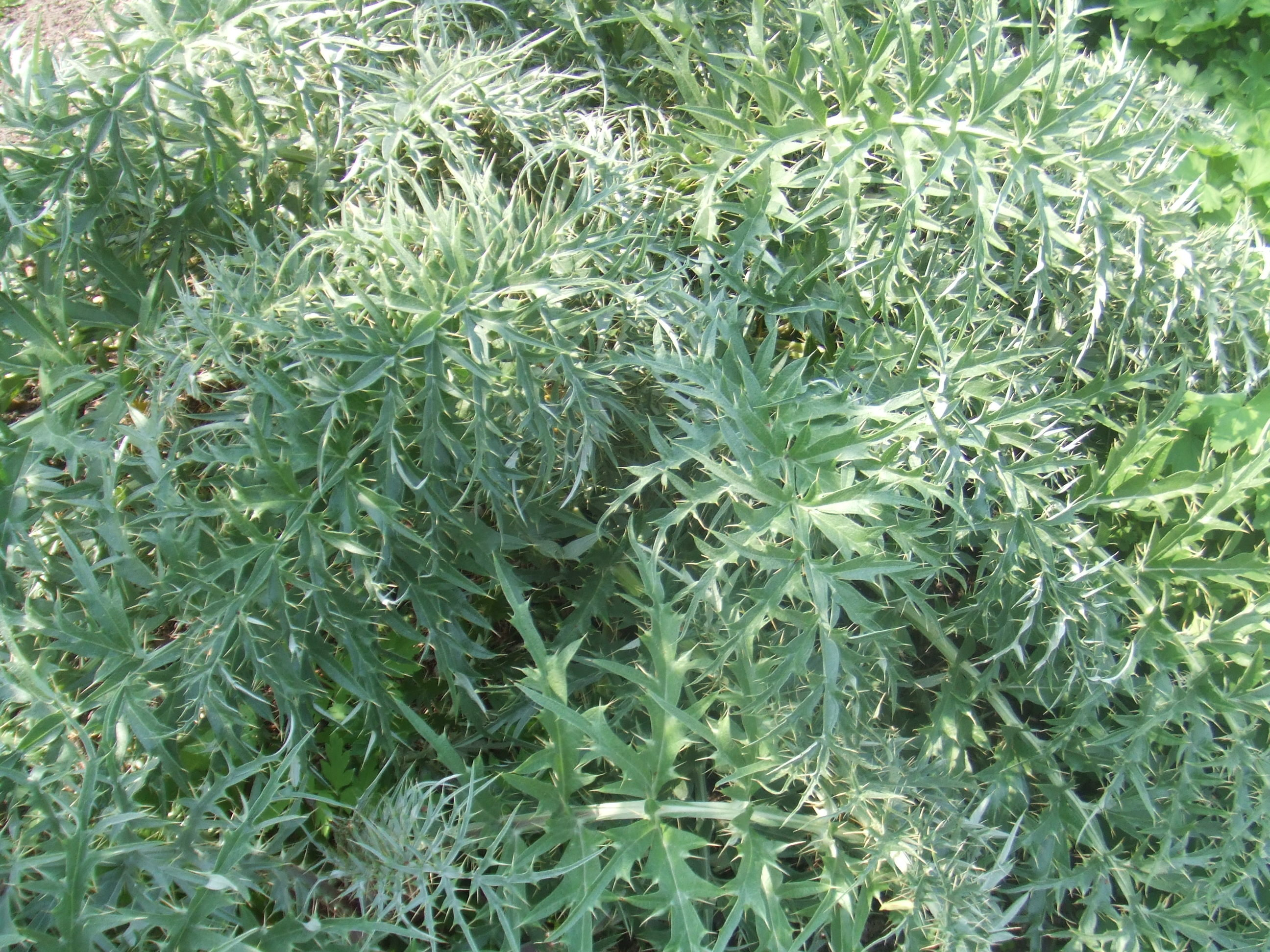
Kardoen in Botanische Tuin TU Delft
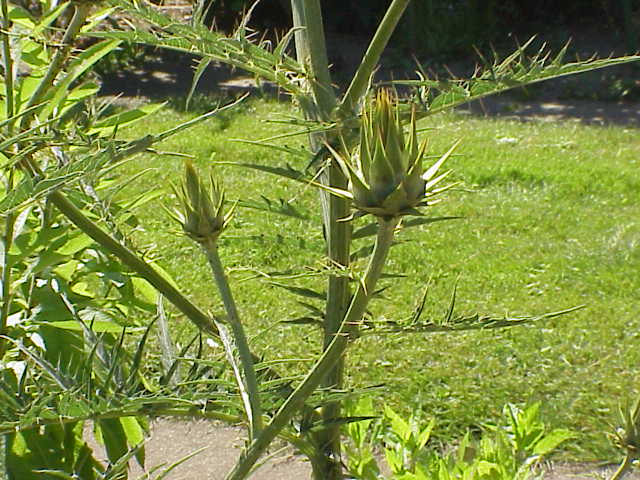
Kardoen
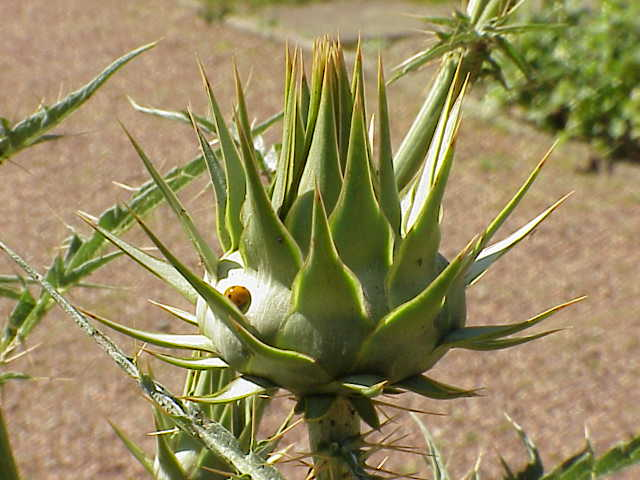
Kardoen
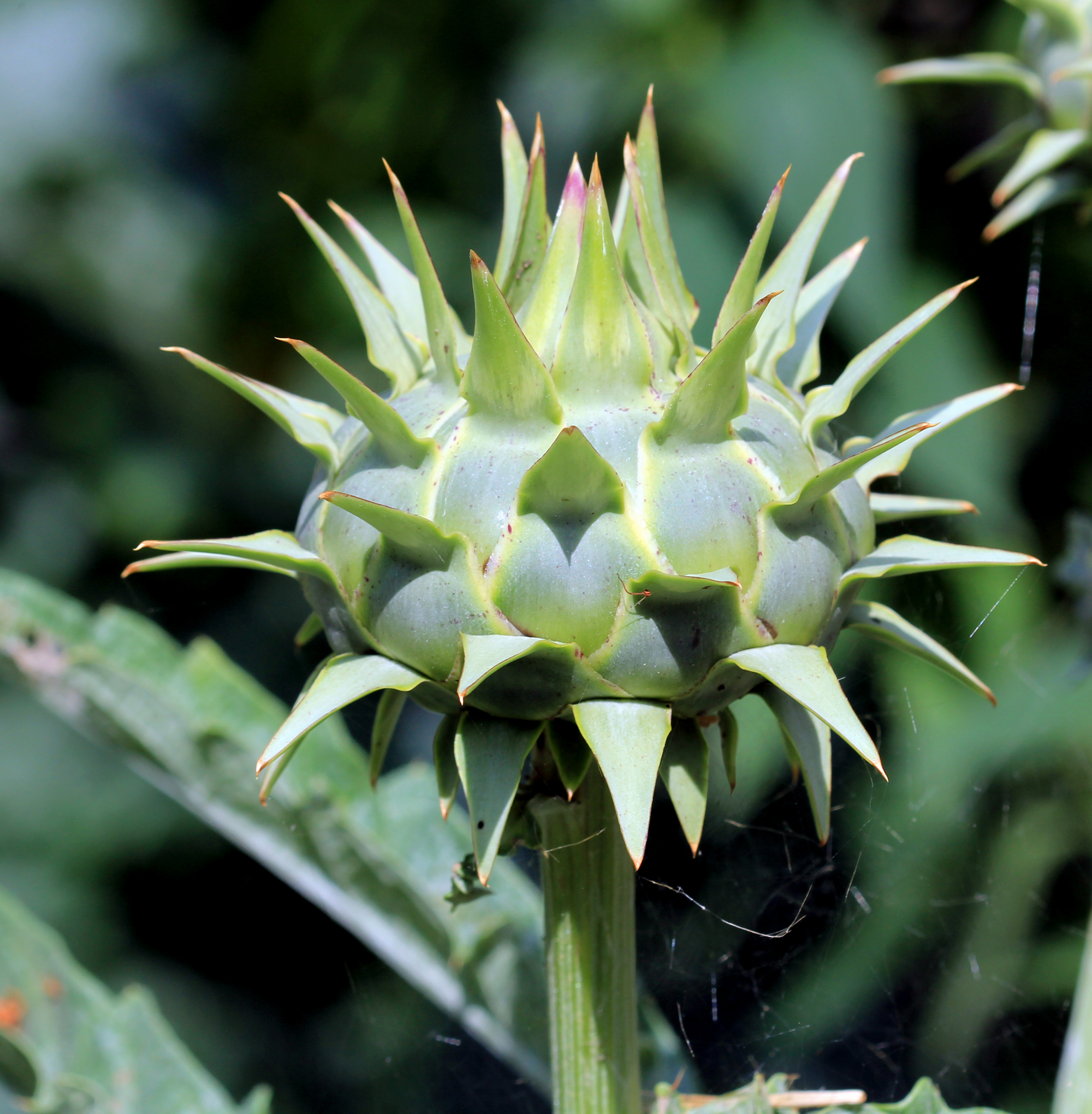
Kardoen
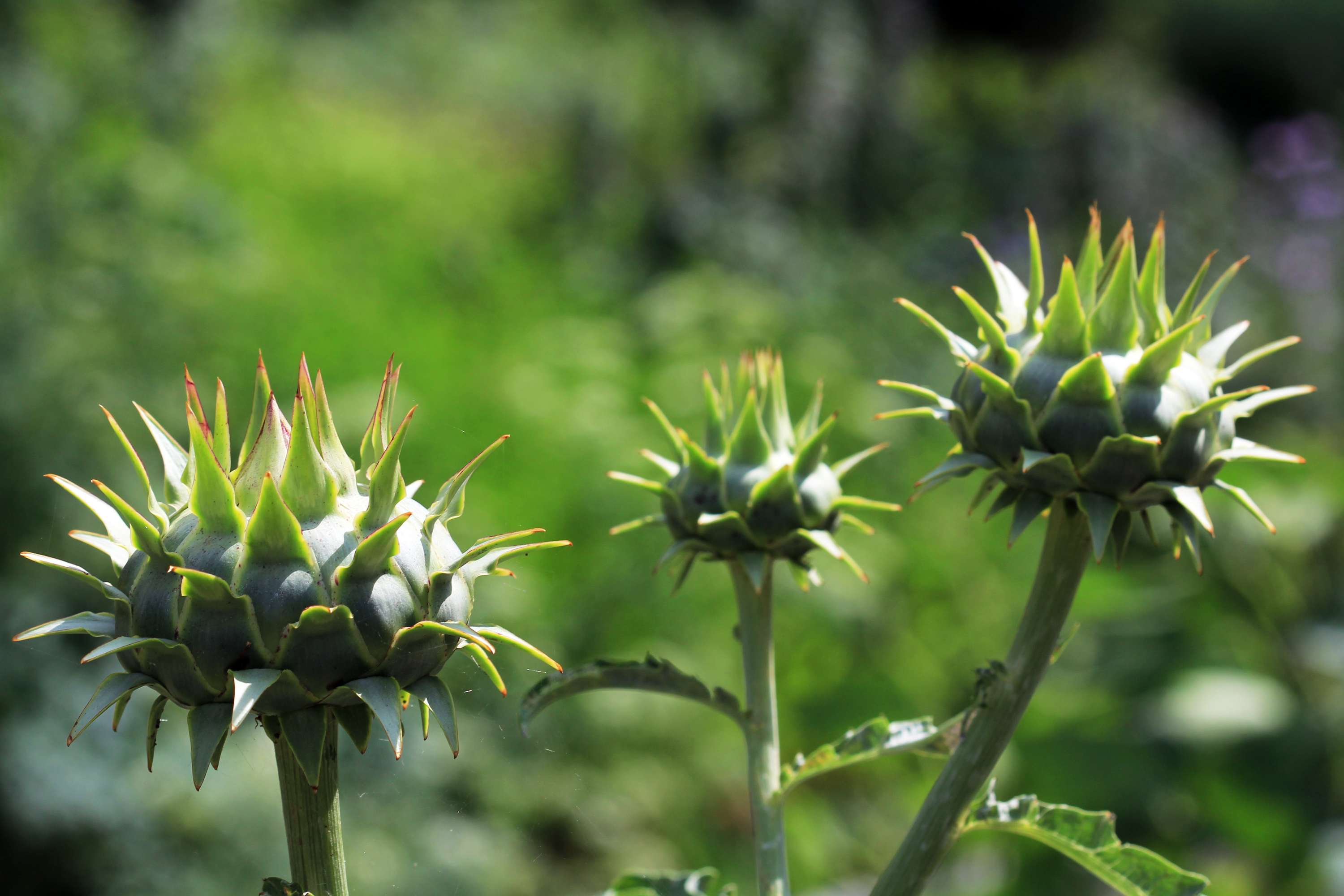
Kardoen
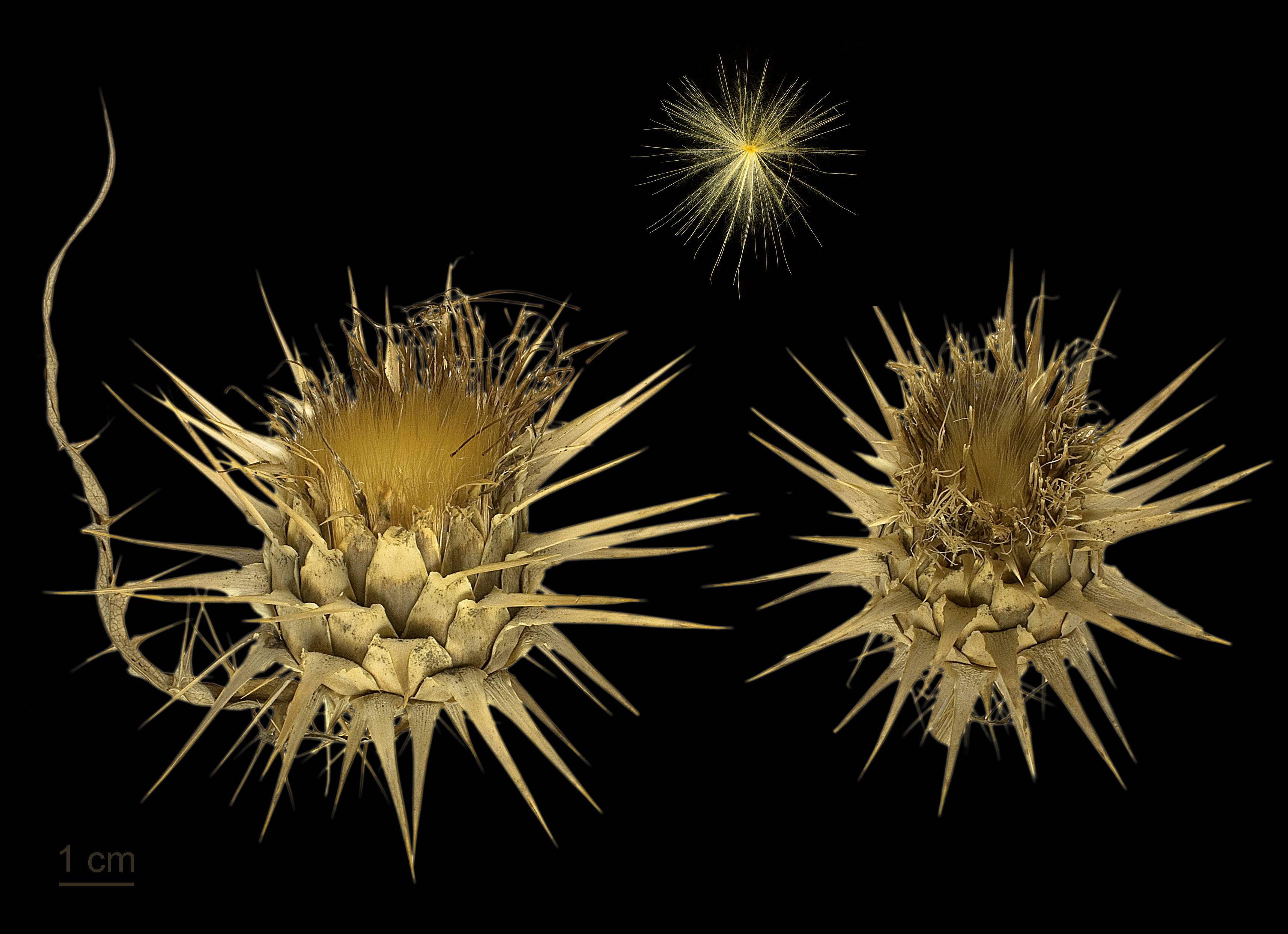
Kardoen
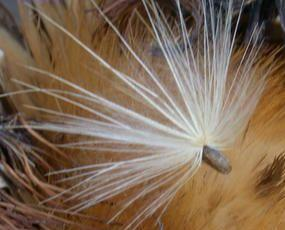
Vrucht